# 김승태 (성우)
김승태(1968년 9월 9일 ~ )는 대한민국의 성우이다. 1995년 KBS 25기 공채 성우로 데뷔하였다. 부인은 성우 정현경이다.

## 출연작

### 애니메이션
- 꼬마기차 추추 (KBS) - 너구리 아저씨 역
- 달려라 바우 (KBS) - 지남철 역
- 애플캔디걸 (KBS) - 쵸키 역
- 마스크맨 (KBS) - 블루칩 / 축구맨 역
- 디그레이맨 (애니맥스) - 라비 역
- 페이트 스테이 나이트 (애니맥스) - 아처 역
- 삼국지 천명 2 - 하후돈 역
- 정의의 용사 카봇 (KBS) - 게르샥 / 다크 스크림 / 아트파이어 / 그리지버 역
- 최종병기 그녀 (애니원) - 타케 역
- 우정의 그라운드 (KBS) - 나가세 역
- Z.O.E (애니원) - 레온 역
- 아이들의 장난감 (애니원) - 오영걸 역
- 커렉터 유이 (애니원)
- 나루토 (투니버스) - 렌가 역
- 원피스 (KBS) - 깅 / 카르가라 역
- 디즈니만화동산 - 헤라클레스 (KBS) - 이카로스 역
- 매직 유저스 클럽 (애니맥스) - 타카쿠라 타케오 / 남학생2 / 남학생4 / 목장 직원1 / 평론가 / 경찰1 / 시민4 역
- 바람의 성흔 (애니맥스)
- 로봇카니발 (애니원)
- 엑스 극장판 (애니박스) - 사쿠라즈카 세이시로 / 키가이 유토 역
- 공각기동대 - Stand alone complex (애니원) - 포드 역
- 다카하시 루미코 극장 - 인어의 숲 (애니원) - 린의 아버지 역
- 상상친구 꾸메푸메 (KBS) - 스프링 박사 / 마법책 역
- 몽키매직 (KBS) - 이랑진군 역
- 메르헤븐 (투니버스) - 남자1 역
- 올림포스 가디언 (SBS) - 하데스 / 오레아테스2 / 티탄1 역
- 사무라이 디퍼 쿄우 (XTM) - 베니토라 / 시로 가라스 / 핫토리 한조 역
- 드래곤볼Z 극장판 (MOVIE) - 노계왕신 역
- 긴급출동 구조대 (애니맥스) - 로키 역
- 바다의 전설 장보고 (KBS) - 연합정부 요원(10화) / 연구원(17화)
- 스트레스 제로 (MOVIE) - 타조 / 비서실장 역

### 외화
- 룩 앳 미 (SBS) - 편집장(올리비에르 클라베리에) / 합창 단원(로미오 피단자)
- 스타워즈 에피소드 1: 보이지 않는 위험 (KBS) - 자자 빙크스 (아흐메드 베스트) 역
- 스타워즈 에피소드 2: 클론의 습격 (KBS) - 자자 빙크스 (아흐메드 베스트) 역 / 오웬(조엘 에저턴)
- 고스트 독 (SBS) - 보디가드 역
- 디 아이2 (SBS)
- 더 야드 (SBS)
- 인디펜던스 데이 (SBS) - 방송국 직원(마이클 윈터) / 헬기 조종사(데렉 웹스터) / 과학자(웨인 윌더슨)
- 무서운 영화 (SBS)
- 크림슨 리버2 (KBS)
- 디파이언스 (KBS) - 말빈 (마크 푸어스타인) 역
- 엠파이어 레코드 (KBS) - 에디(제임스 윌스) 역
- 우리들만의 집 (KBS)
- 화이트 마사이 (KBS)
- 호텔 르완다 (KBS) - 잭의 동료 기자(데이비드 오하라) / 처남(안토니오 데이비드 라이온스)
- 인형 보물섬 (KBS)
- 죽음의 씨앗 (KBS) - 당글라르 (티투안 라포레) 역
- 미트 페어런츠 (KBS) - 밥 (톰 맥카시) 역
- 존 말코비치 되기 (KBS) - 택시 기사(케빈 캐롤) 역
- 뉴저지 드라이브 (KBS) - 리치 역
- 102마리 달마시안 (KBS) - 앵무새 역
- 거북이는 의외로 빨리 헤엄친다 (KBS) - 배관공(히다 야스토)
- 어거스트 러시 (KBS) - 목사(미켈티 윌리엄슨)
- 미이라 2 (KBS) - 스티비(톰 피셔)
- 기사 윌리엄 (KBS)
- 헌티드 (KBS) - 사냥꾼(에디 벨레즈) / 데일의 동료 / 방송 중계원
- 북경 자전거 (KBS)
- 결전 (KBS) - 금위대(황빈)
- 말뚝상사 빌코 (KBS)
- 밀레니엄 캅 (KBS) - 감독 역
- 화이트 히어로 (KBS) - 사바츠(마이클 제이스) 역
- 댓 싱 유 두 (KBS) - 차드 (지오바니 리비시) 역
- 까미유 끌로델 (KBS)
- 제너럴 (KBS) - 어린 마틴 (이먼 오웬스) 역
- 101마리 달마시안 (KBS)
- 스트리트 파이터 (KBS)
- 잠망경을 올려라 (KBS)
- 사소한 이야기들 (KBS) - 곤잘레스 역
- 패컬티 (KBS) - 게이브 (어셔) 역
- 엑스페리먼트 (KBS) - 기술자(앙드레 정)
- 캘리포니아 여자 (KBS) - 마커스(설리 맥컬러프) 역
- 비밀 투표 (KBS)
- 신용문객잔 (KBS) - 상언소 역
- 퍼펙트 크라임 (KBS) - 하이메(하비에르 구티에레즈)
- 사이더 하우스 (KBS) - 머디 (K. 토드 프리먼) 역
- 어바웃 슈미트 (KBS) - 덩컨(마크 벤휘젠)
- 더 셀 (KBS)
- 데드라인 (KBS)
- 쉬즈 올 댓 (KBS) - 디제이 (어셔) 역
- 크로커다일 던디3 (KBS)
- 사브리나 (KBS)
- 스필버그의 어메이징 스토리 (KBS) - 위더비 역
- 성탄절의 축구 (KBS)
- 스타체이서 (KBS) - 아서 역
- 신투차세대 (KBS) - 샘 (이찬삼)
- 스타는 괴로워 (KBS)
- 대마법사 멀린 (KBS) - 프릭(마틴 쇼트)
- 에이전시 (CNTV) - 조슈아 낸킨
- 마루모의 규칙 (TV조선) - 무크 / 사사쿠라
- 첫 키스만 50번째 (KBS) - 우라(롭 슈나이더)
- 졸업 (KBS)
- 백수알바, 내 집 장만기 (TV조선) - 토요카와 (마루야마 류헤이)
- 제너레이션 워 (CNTV) - 프리드헬름 윈터 (톰 쉴링)
- 롬멜 (CNTV)
- 꼬마기차 추추 (KBS) - 너구리 아저씨
- 웨딩 싱어 (KBS) - 데이비드 (스티브 부세미)
- 정무문 (KBS) - 무술인(전준) / 페트로브(로버트 베이커)
- 트위스터 (KBS) - 조이(조이 스롤트닉)
- 매버릭 (KBS) - 엔젤 (앨프리드 몰리나) / 마부(폴 브리니가)
- 하드 레인 (KBS) - 필 (피터 머닉)
- 아이언 맨3 (KBS) - 제임스 로드 / 아이언 패트리어트
- 피막 (KBS) - 술집 아줌마의 아들 / 남자
- 미션 임파서블: 로그네이션(KBS) - 솔로몬 레인(숀 해리스)
- 경감 메그레(KBS) - 피에트르(이안 팬요) / 바덴터
- 뿌리(하이라이트TV) - 코넬리(토니 커런) / 톰(조너선 리스 마이어스) / 노예 상인
- 어벤저스(KBS)/어벤저스 2/어벤져스: 인피니티 워 - 제임스 로드 / 워 머신(돈 치들)
- 캡틴 아메리카: 시빌 워 - 제임스 로드 / 워 머신(돈 치들)
- 첨밀밀 (SBS) - 지배인(엄자화)
- 내 이름은 던스턴 (KBS) - 머레이(브루스 비티)
- 홀리 맨 (KBS) - 베리(존 크라이어)
- 아메리칸 코만도 (SBS)
- 머더 1600 (KBS)
- 초대받지 않은 손님 (KBS)
- 스카우트 (KBS)
- 팔콘과 윈터 솔져 - 제임스 로즈(돈 치들)

### 기타
- KBS 라디오 극장 10년(정의공주) (KBS 라디오)
- 천애 (옛날방송국) - 동료
- 풍산개 - 유품남(배우로 출연)
- 조선명탐정: 각시투구꽃의 비밀 - 노비2(배우로 출연)
- H - 포장마차 취객1(배우로 출연)
- 천문: 하늘에 묻는다 - 최천구(배우로 출연)
- 강철비 2: 정상회담 - 통일부 장관(배우로 출연)
- 올드미스 다이어리 (KBS) - 본인 출연
- 쇼 파워비디오 (KBS)
- 《닥터 로이어》 (MBC) - 장정옥의 오빠 역
- 《이상한 변호사 우영우》 (ENA) - 재판장 역